# Charles Testut
Pour les articles homonymes, voir Testut.
Charles Hippolyte Joseph Testut, né le 20 mars 1816 à Auxerre, et mort le 1er juillet 1892, était un écrivain français de Louisiane.
Après avoir passé sa jeunesse en France, il fonda en 1839 à New York un journal français, L’Indicateur, qui ne dura qu'une année. Devenu médecin à Pointe-à-Pitre, il y était lorsque la ville fut détruite par un tremblement de terre en 1843. Il partit alors pour La Nouvelle-Orléans où il reprit le journal hebdomadaire La Chronique en 1849. Il y écrivit des séries de feuilletons, sous le titre de Veillées louisianaises, qui rencontrèrent du succès et qui le décidèrent à poursuivre une carrière littéraire. Il publia ainsi des recueils de poésies et des romans. Influencé par le marxisme, il fut l'un des fondateurs de l’Internationale de La Nouvelle-Orléans et son secrétaire,  et fonda même un journal marxiste, l’Équité, en 1871. Il mourut toutefois dans l'oubli, appauvri, en 1892.

### Éditions récentes
- Saint-Denis, Shreveport, Tintamarre, 2003
- Le Vieux Salomon, Shreveport, Tintamarre, 2003